# Sofía (canción)
«Sofía» es una canción y sencillo del cantante y compositor hispano Álvaro Soler. La canción fue lanzada como un sencillo separado después de «El mismo sol» y «Agosto». Aunque «Sofía» no estuvo incluida en el primer álbum de Soler, Eterno agosto, en 2015, ni en las ediciones de lujo italianas y españolas, apareció en la edición Eterno agosto internacional de 2016 y en la reedición italiana del álbum en 2016.
La canción fue un éxito primero en Italia subiendo en tres semanas después de su lanzamiento posicionándose en los primeros lugares de las listas italianas FIMI e Italian Airplay chart, y resultó ser un éxito pan-europeo e internacional para Álvaro Soler. El vídeo musical de la canción fue filmado en La Habana, Cuba. El sencillo fue ocho veces platino en Italia y tres veces platino en España.

## Formatos
Descarga digital y Streaming
1. «Sofía» – 3:30

Sencillo en CD
1. «Sofía» – 3:30
2. «Volar» – 3:01

Remix
1. «Sofía» (B-Case Remix) – 3:16
2. «Sofía» (Oovee Remix) – 3:44
3. «Sofía» (Robin Grubert Remix) – 3:21

## Posicionamiento en listas

### Listas semanales
| Listas (2016–2017)                    | Mejor posición |
| ------------------------------------- | -------------- |
| Alemania (Offizielle Deutsche Charts) | 23             |
| Austria (Ö3 Austria Top 40)           | 3              |
| Bélgica (Flandes) (Ultratop 50)       | 1              |
| Bélgica (Valonia) (Ultratop 50)       | 16             |
| Eslovaquia (Rádio Top 100)            | 1              |
| España (Top 100 Canciones)            | 7              |
| Finlandia (OFC)                       | 15             |
| Francia (SNEP)                        | 9              |
| Hungría (Dance Top 40)                | 2              |
| Hungría (Rádiós Top 40)               | 2              |
| Hungría (Single Top 40)               | 2              |
| Italia (FIMI)                         | 1              |
| Países Bajos (Dutch Top 40)           | 11             |
| Países Bajos (Mega Single Top 100)    | 19             |
| Polonia (Polish Airplay Top 100)      | 1              |
| República Checa (Rádio Top 100)       | 1              |
| Suiza (Schweizer Hitparade)           | 1              |

### Listas de fin de año
| Listas (2016)                                    | Posición |
| ------------------------------------------------ | -------- |
| Alemania (Official German Charts)                | 80       |
| Austria (Ö3 Austria Top 40)                      | 28       |
| Bélgica (Ultratop Flanders)                      | 34       |
| Italia (Federazione Industria Musicale Italiana) | 3        |
| México (Monitor Latino)                          | 100      |
| Países Bajos (Single Top 100)                    | 78       |
| Polonia (ZPAV)                                   | 18       |
| Suiza (Schweizer Hitparade)                      | 11       |